# モデルクレジット
モデルクレジット株式会社(モデルクレジットかぶしきがいしゃ)は、福岡県久留米市に本社を置き、クレジットカードを発行する信販会社。

## 概要
モデッカVISAカード、モデッカJCBカード、キャッシング専用カード等の発行を行うほか、個別クレジット・直接融資も取り扱う。カーリース事業は筑後地方を中心に展開する。そのほか保険事業、家賃債務保証業務なども行う。

### 事業内容
1. クレジット事業
2. カーリース事業
3. 保険事業
4. 家賃債務保証事業

### 二又一郎
代表取締役社長の二又一郎は、1956年2月5日生まれ、久留米市出身。久留米大学附設高校を卒業後、福岡大学医学部に入学。同社取締役、常務、副社長を経て2005年6月に社長就任。株式会社ニューフタマタ社長、米城ビルディング株式会社専務も兼務。1995年には久留米青年会議所理事長も務め、2019年6月から久留米商工会議所副会頭に就任。

## 沿革
出典：会社公式サイト「企業情報」
- 昭和28年
  - 2月 株式会社久留米モデルショップサービス設立（久留米市日吉町1番地）
- 昭和39年
  - 10月 金融業務開始
- 昭和49年
  - 5月 損害保険代理業務開始
- 昭和51年
  - 7月 モデルクレジット株式会社へ商号変更
- 昭和52年
  - 3月 久留米市日吉町24番地の2へ本社移転、
- 昭和55年
  - 7月 ショッピングリボルビングカード発行
- 昭和57年
  - 11月 モデルホーン設置（自社開発加盟店端末）
- 平成2年
  - 5月 三井住友カードと業務提携、VISAカード発行
- 平成2年
  - 6月 ジェーシービーと業務提携、JCBカード発行
- 平成16年
  - 4月 ポイント制導入
- 平成17年
  - 2月 セブン銀行とATM提携
- 平成18年
  - 7月 モデッカビジネスカード発行、モデッカビジネスローン取扱開始
  - 10月 カーリース事業本部設立、モデッカエルカード発行
  - 11月 カードのデザインを一新。モデッカ目的ローン取扱開始
- 平成25年
  - 4月 モデッカWEB明細サービスを開始
  - 9月 日本全国のローソンATMで取扱開始
- 平成30年
  - 4月 ICカード発行開始
- 令和5年
  - 2月 創業70周年